# لری هارمون
لری هارمون (انگلیسی: Larry Harmon؛ ‏ ۲ ژانویهٔ ۱۹۲۵ – ۳ ژوئیهٔ ۲۰۰۸) صداپیشه، هنرمند سیرک، بازیگر، فیلم‌نامه‌نویس، تهیه‌کننده فیلم، تهیه‌کننده تلویزیونی و سرگرمی‌ساز اهل ایالات متحده آمریکا بود.
از فیلم‌هایی که وی در آن‌ها نقش داشته است، می‌توان به ماجراهای کاملاً جدید لورل و هاردی: برای عشق یا مومیایی  اشاره نمود.